# 호동왕자와 낙랑공주
호동왕자와 낙랑공주에게는 사랑 이야기가 전해져 내려오고 있다.

## 논란
호동왕자와 낙랑공주가 진심으로 사랑하지 않았다는 논란이 있다. 대무신왕이 일부러 낙랑공주를 며느리로 맞이하고 뿔나팔과 자명고를 부서뜨리게 했다는 이야기도 있다. 몇몇 역사학자들도 대무신왕이 영토 확장의 욕심이 있었으니 그럴 가능성이 없지는 않다고 했다.

## 내용
어느날 옥저로 유람을 나섰던 호동왕자는 낙랑의 왕 최리와 마주쳤다. 최리는 호동왕자의 비범한 풍모를 알아보고 궁궐로 초대했다. 호동왕자는 궁궐에서 낙랑공주를 보았다. 둘은 서로 한눈에 반하였다. 그래서 둘은 사랑하는 사이가 되었다. 호동 왕자는 낙랑공주를 아내로 맞이하였고 꿈 같은 나날을 보냈다. 그러나 호동은 자신의 나라인 고구려로 떠나야 했다. 물론 낙랑공주와 함께 떠나야 했지만 아버지 대무신왕의 허락도 없이 혼인하였기 때문에 그럴수도 없는 일이었다. 그래서 호동 왕자는 "내가 다시 와서 당신을 꼭 데려가리라." 라고 말하고 고구려로 떠나고 말았다.        고구려로 돌아온 호동 왕자는 그동안의 일을 대무신왕에게 아뢰었다. 하지만 대무신왕은 허락하지 않았고 꼭 데려와야 하면 낙랑을 멸망시키고 데려오라고 하였다. 그 말에 호동 왕자는 가슴이 철렁 내려앉는 기분이 들었다. 여러 궁리 끝에 호동왕자는 낙랑공주에게 이 사실을 알렸고, 공주는 몰래 낙랑의 보물인 자명고 와 뿔나팔을 부숴뜨렸다. 낙랑공주에게 소식을 전해들은 호동왕자는 대무신왕에게 소식을 알려  총공격 명령을 받고 낙랑을 공격했다. 한편 낙랑의 궁전은 발칵 뒤집혔다. 한 신하가 적군이 쳐들어온다고 했지만 낙랑 왕은 믿지 않았다. 낙랑 왕은 뒤늦게 적이 쳐들어 왔을 때 알아차리고 말았다. 낙랑 왕이 무기고로 가보았을 때는 이미 자명고와 뿔 나팔이 찢어져 있고 부서져 있었다. 낙랑 왕이 낙랑공주가 부숴뜨린 걸 보고 낙랑공주의 목을 베었다. 낙랑 왕은 공주를 죽인 후 고구려에게 항복하고 말았다. 호동은 훗날 태자다툼에서 패하여 자살을 하였다고 한다.